# Molčat Doma
Molčat Doma (in russo Молчат Дома?, AFI: [mɐlˈt͡ɕat dɐˈma]) è un gruppo musicale bielorusso fondato nel 2017 a Minsk per iniziativa di Egor Škutko, Roman Komogorcev e Pavel Kozlov.
Le sonorità dei Molčat Doma sono fortemente influenzate dal rock sovietico degli anni ottanta, come ad esempio quello dei Kino, dal post-punk e dalla new wave britannica; non a caso i Joy Division sono tra i massimi ispiratori per il trio.
Nel 2020 il loro brano Sudno, contenuto nell'album Ėtaži, ha trovato viralità principalmente grazie a TikTok.

## Formazione
- Egor Škutko – voce
- Roman Komogorcev – chitarra, sintetizzatore, batteria
- Pavel Kozlov – basso, sintetizzatore

## Discografia

### Album in studio
- 2017 – S kryš našich domov
- 2018 – Ėtaži
- 2020 – Monument
- 2024 – Belaja polosa

### Singoli
- 2017 – Kommersanty
- 2019 – Zvezdy
- 2019 – Po kraju ostrova (con Ploho)
- 2020 – Nebesa i Ad
- 2020 – Ne smešno
- 2020 – Discoteka
- 2020 – Otveta net
- 2024 – Son